# فورمبی
فورمبی (به انگلیسی: Formby) یک شهرک و محله مدنی در بریتانیا است که در Sefton واقع شده‌است. فورمبی ۲۲٬۴۱۹ نفر جمعیت دارد.